# RSZ–28 Szarmat
Az RSZ–28 Szarmat (oroszul: РС–28 Сармат, NATO-kódja: SS–X–30 Satan 2) fejlesztés alatt álló orosz, föld alatti silóba telepített, folyékony hajtóanyagú interkontinentális ballisztikus rakéta. A termonukleáris MIRV harci résszel rendelkező rakéta fejlesztését 2009-ben kezdte a Makejev Állami Rakétaközpont. A kb. 200 t starttömegű rakéta jelentős, kb. 10 tonnás harci részt szállíthat. A rakétával az 1970-es években rendszeresített R–36-os ballisztikus rakétákat tervezik felváltani. Rendszeresítése 2022-től várható. A rakétához az Avangard hiperszonikus sebességű manőverező harci részt tervezik használni.
Az első indítási tesztjére 2017 decemberében került sor föld alatti silóból a Pleszeck űrrepülőtéren. Ekkor csak a rakéta silóból történő kivetése történt, a rakéta csak néhány kilométert repült. A rakétáról a közvélemény előtt hivatalosan először Vlagyimir Putyin beszélt 2018. március 1-jén a Szövetségi Gyűlésben tartott beszéde során. Az RSZ–28 első tesztindítását 2022. április 20-án hajtották végre Pleszeckől.